# NGC 5440
NGC 5440 (другие обозначения — UGC 8963, MCG 6-31-52, ZWG 191.40, PGC 50042) — спиральная галактика (Sa) в созвездии Гончие Псы.
Этот объект входит в число перечисленных в оригинальной редакции «Нового общего каталога».
В галактике вспыхнула сверхновая SN 1998D типа Ia, её пиковая видимая звездная величина составила 15,6.